# Nemanja Mitrovič
Nemanja Mitrovič (Lubiana, 15 ottobre 1992) è un ex calciatore sloveno, di ruolo difensore.

## Palmarès

### Club

#### Competizioni nazionali
- Campionato sloveno: 1

Olimpia Lubiana: 2015-2016